# 复向量束
在数学中，复向量束是指其纤维为复向量空间的向量束。
任何复向量束都可以通过标量的限制来看作实向量束。相反，任何实向量束{\displaystyle E}可以复化提升为复向量束
{\displaystyle E\otimes \mathbb {C} ;}
其纤维{\displaystyle E_{x}\otimes _{\mathbb {R} }\mathbb {C} } 。
复向量束的基本不变量是陈类。复向量束具有规范定向；具体而言，可以取其欧拉类。
如果复向量束满足以下条件，则该复向量束为全纯向量束： {\displaystyle X}是一个复流形，并且如果局部平凡化是双全纯的。

## 复结构
复向量束可以被认为是具有附加结构（即复结构）的实向量束。根据定义，复结构是实向量束之间的束映射{\displaystyle E}及其本身：
{\displaystyle J:E\to E}
J 在纤维上作为 −1 的平方根 i 使得：如果 Jx:Ex→Ex 是纤维层面的映射，那么 {\displaystyle J_{x}^{2}=-1} 是线性映射。如果 E 是复向量丛，那么复结构 J 可以通过设置 {\displaystyle J_{x}} 为标量乘以 i 来定义。反过来，如果 E 是具有复结构 J 的实向量丛，那么 E 可以通过设置以下方式转化为复向量丛：对于任何实数 a, b 和纤维 Ex 中的实向量 v，
{\displaystyle (a+\mathrm {i} b)v=av+J(bv).}
例子：实流形切束上的复结构{\displaystyle M}通常被称为殆复流形。 Newlander 和 Nirenberg 的定理指出，一个殆复流形{\displaystyle J}是“可积的”，因为它是由复流形的结构当且仅当涉及某个特定的张量{\displaystyle J}消失诱导得来的。

## 共轭束
如果E是复向量束，则共轭束{\displaystyle {\overline {E}}} E是通过复数作用于复数共轭得到的。因此，底层实向量束的恒等映射： {\displaystyle E_{\mathbb {R} }\to {\overline {E}}_{\mathbb {R} }=E_{\mathbb {R} }}是共轭线性的，并且E与其共轭E同构为实向量束。
第k个陈类{\displaystyle {\overline {E}}}给出的是
{\displaystyle c_{k}({\overline {E}})=(-1)^{k}c_{k}(E)} 。
特别地，E和E一般不同构。
如果E具有厄米(Hermitian)度量，则共轭丛E通过该度量同构于对偶丛{\displaystyle E^{*}=\operatorname {Hom} (E,{\mathcal {O}})}，其中我们用{\displaystyle {\mathcal {O}}} 表示平凡复线丛。
如果E是实向量束，那么E的复数化的底层实向量束是E的两个副本的直接和（因为对于任何实数向量空间V ，都有V ⊗ R C = V ⊕ i ‌ 。）：
{\displaystyle (E\otimes \mathbb {C} )_{\mathbb {R} }=E\oplus E}
如果复向量束E是实向量束E '的复化，则E '称为E的实数形式（可能不止一个实数形式）并且称E在实数上是有定义的。如果E具有实数形式，则E同构于它的共轭（因为它们都是实数形式的两个副本之和），因此E的奇数陈类是 2 阶的。